# Урицкое (Рязанская область)
Урицкое — деревня в Спасском районе Рязанской области. Входит в Заречинское сельское поселение.

## География
Находится в центральной части Рязанской области на расстоянии приблизительно 25 км на юг по прямой от районного центра города Спасск-Рязанский.

## Население
Численность населения: 3 человека в 2002 году (русские 100 %), 2 в 2010.

## Достопримечательности
Заказник Шелуховский.